# Друга індо-пакистанська війна
Дру́га і́ндо-пакиста́нська війна́ — збройний конфлікт між Індією і Пакистаном, що стався в серпні-вересні 1965 року. Почавшись зі спроби Пакистану підняти повстання в індійській частині спірного штату Кашмір, конфлікт незабаром набув характеру прикордонної війни між двома державами. Бойові дії не виявили переможця; війна завершилася внічию після втручання ООН.

## Качський Ранн
Навесні 1965 року між Індією і Пакистаном стався прикордонний конфлікт через пустельні території Качського Ранну. Хто спровокував конфлікт, залишається невідомим, але в березні-квітні на кордоні відбулися збройні зіткнення між прикордонниками обох країн, збройні сили обох країн були приведені в повну бойову готовність і стягнуті до кордону. Конфлікт не встиг розгорітися на повну силу: в нього втрутилася Велика Британія, за посередництва якої сторони 30 червня уклали угоду про припинення вогню. Суперечка навколо Качського Ранну була повністю врегульована 4 липня 1969 року укладеними в Ісламабаді угодами: Пакистан отримав 900 км² території, хоча претендував на значно більшу ділянку.

## Велика війна

Індійські танки «Шерман» зі складу 18-го кавалерійського полку під час війни

Події в Качському Ранні переконали пакистанське керівництво в перевазі національної армії над індійською і схилили її до силової спроби вирішення Кашмірської проблеми. За підсумками першої індо-пакистанської війни 1947–1948 років штат Кашмір був розділений на дві частини, які відійшли ворогуючим сторонам. Пакистан не залишав надії встановити контроль над індійською частиною штату. Пакистанські спецслужби підготували операцію під кодовою назвою «Гібралтар», яка передбачала засилання в індійський Кашмір підготовлених диверсантів, що мали там розгорнути партизанську війну проти індійців. За твердженням індійської сторони, 5 серпня 1965 року понад 30 000 пакистанських солдатів перетнули лінію розмежування між пакистанською та індійською частинами штату, переодягнені як місцеві мешканці Кашміру, і до кінця серпня досягли успіхів у таких районах, як Тітвал і Пунч. У відповідь 15 серпня індійська армія вторглася на пакистанську територію Кашміру, щоб знищити табори підготовки бойовиків.
Обороняла цей район 12-а пакистанська дивізія, яка не могла стримати наступ індійського корпусу, і дуже скоро загроза захоплення нависла над Музаффарабадом, «столицею» пакистанського Кашміру. Індія захопила перевал Хаджі Пір, стратегічно важливий прохід у Кашмірі. Щоб послабити тиск противника на 12-у дивізію, пакистанське командування 1 вересня розгорнуло наступ на індійську частину Кашміру (операція «Grand Slam»). З цього моменту між Індією і Пакистаном ішла відкрита війна. Індія не зупинилася перед ескалацією бойових дій, вперше винісши їх за межі Кашміру 6 вересня, коли індійська армія вторглася вже на територію Пакистану. Удар наносився в напрямку великого міста Лахор. Війська дійшли майже до самого Лахора, після чого були відкинуті назад пакистанською контратакою.
Надалі обидві сторони кілька разів проводили наступ і контрнаступ, намагаючись досягти будь-якого успіху. Гордість пакистанської армії, 1-а танкова дивізія, почала просування в напрямку індійського міста Амрітсар, маючи завдання захопити його, проте потрапила в засідку біля селища Асал-Уттар і зазнала великих втрат у ході, можливо, найбільш знаменитого бою індо-пакистанських воєн. У свою чергу, індійці не зуміли прорвати пакистанську оборону на Сіалкотському напрямку, хоча в запеклих боях все ж захопили населений пункт Філлора. Бойові дії у Східному Пакистані особливого напруження не мали, хоча авіація сторін регулярно бомбила місця дислокації військ і бази постачання.
22 вересня Рада Безпеки ООН прийняла резолюцію, яка закликала ворогуючі сторони припинити бойові дії. 23 вересня війна закінчилася. За посередництва СРСР в січні 1966 ріку президент Пакистану Айюб Хан і прем'єр-міністр Індії Шастрі підписали Ташкентську декларацію, яка підвела підсумкову риску під війною.

## Наслідки
Індо-пакистанська війна 1965 року завершилася без переконливої перемоги будь-якої із сторін. І в Індії, і в Пакистані державна пропаганда повідомляла про успішне завершення війни; в сучасному Пакистані досі прийнято вважати, що країна в 1965 році здобула значну перемогу. У той же час багато незалежних спостерігачів вважають, що в разі продовження бойових дій і після 23 вересня успіх в остаточному підсумку був би на боці Індії. Тривала війна забрала більше 5 тисяч життів, були знищені сотні танків і десятки літаків, хоча цифри втрат, які наводяться офіційними джерелами з обох сторін, повністю розходяться один з одним.
Конфлікт між Індією і Пакистаном був одним із небагатьох конфліктів того часу, які не мали відношення до «холодної війни». І СРСР, і США зберігали нейтральну позицію в ході бойових дій, а країни НАТО ввели ембарго на поставку зброї обом воюючим країнам. Після чергової індо-пакистанської війни, що сталася в 1971 році (і цього разу не пов'язаної з Кашміром), події 1965 року виявилися багато в чому забутими, але їхній вплив на розвиток ситуації в Південній Азії не можна недооцінювати. Пакистан після введення американського ембарго став збільшувати розміри військового співробітництва з Китаєм, що спонукало Індію до тісніших зв'язків із СРСР. Індійське військове командування засвоїло уроки війни і продовжило реорганізацію армії, що в значній мірі зумовило блискучу перемогу 1971 року.